# Brigitte Totschnig
Brigitte Habersatter z d. Totschnig (ur. 30 sierpnia 1954 w Filzmoos) – austriacka narciarka alpejska, srebrna medalistka igrzysk olimpijskich i mistrzostw świata, a także dwukrotna zdobywczyni Małej Kryształowej Kuli Pucharu Świata w klasyfikacji zjazdu.

## Kariera
W zawodach Pucharu Świata zadebiutowała w sezonie 1968/1969. Pierwsze punkty wywalczyła jednak 11 grudnia 1971 roku w Val d’Isère, zajmując dziewiąte miejsce w biegu zjazdowym. W sezonie 1971/1972 punktowała jeszcze dwukrotnie, zajmując między innym piąte miejsce w zjeździe 18 stycznia w Grindelwald. W lutym 1972 roku wystąpiła na igrzyskach olimpijskich w Sapporo, gdzie w tej samej konkurencji była piętnasta.
Pierwszy raz na podium zawodów pucharowych stanęła 19 grudnia 1972 roku w Saalbach, zajmując trzecie miejsce w zjeździe. W zawodach tych wyprzedziły ją jedynie Austriaczka Annemarie Moser-Pröll i Francuzka Jacqueline Rouvier. Niecały miesiąc później, 16 stycznia 1973 roku w Grindelwald ponownie była trzecia w zjeździe. W klasyfikacji generalnej sezonu 1972/1973 zajęła ostatecznie osiemnaste miejsce, a w klasyfikacji zjazdu była szósta. Kolejny raz na podium stanęła na początku sezonu 1975/1976, kiedy 10 grudnia 1975 roku w Aprica zwyciężyła w swej koronnej konkurencji. W kolejnych startach jeszcze cztery razy uplasowała się na podium: 16 i 17 grudnia w Cortina d’Ampezzo była druga kolejno w zjeździe i kombinacji, a 7 stycznia w Meiringen i 12 marca 1976 roku w Aspen zwyciężała w zjeździe. Sezon zakończyła na szóstym miejscu, a w klasyfikacji zjazdu wywalczyła Małą Kryształową Kulę. W lutym 1976 roku wystartowała na igrzyskach olimpijskich w Innsbrucku, zdobywając srebrny medal w zjeździe. Rozdzieliła tam na podium Rosi Mittermaier z RFN i Cindy Nelson z USA. Zajęła tam także szesnaste miejsce w gigancie, a rywalizacji w slalomie nie ukończyła.
Kolejny triumf w klasyfikacji pucharowej zjazdu odniosła w sezonie 1976/1977. Sześciokrotnie stawała na podium, odnosząc przy tym aż pięć zwycięstw: 11 grudnia w Courmayeur wygrała giganta, a 20 i 21 grudnia w Zell am See, 25 stycznia w Crans-Montana oraz 12 marca 1977 roku w Heavenly Valley była najlepsza w zjeździe. Triumf w Heavenly Valley był jednocześnie ostatnim pucharowym podium w karierze Totschnig. W klasyfikacji generalnej była tym razem czwarta, a w klasyfikacji giganta zajęła piąte miejsce.
Startowała jeszcze przez dwa kolejne lata, jednak nie osiągała sukcesów. W klasyfikacji generalnej plasowała się poza czołową dwudziestką. Jej najlepszym wynikiem w zawodach pucharowych było czwarte miejsce w zjeździe wywalczone 7 stycznia 1978 roku w Pfronten. Na początku lutego 1978 roku brała udział w mistrzostwach świata w Garmisch-Partenkirchen, zajmując między innymi siódme miejsce w zjeździe. W 1979 roku zakończyła karierę.
Kilkukrotnie zdobywała medale mistrzostw Austrii, w tym złote w zjeździe i kombinacji w 1978 roku. W 1996 roku otrzymała Odznakę Honorową za Zasługi dla Republiki Austrii. W 1976 roku została wybrana sportsmenką roku w Austrii.
Jej teść, Walter Habersatter, reprezentował Austrię w skokach narciarskich.

## Osiągnięcia

### Igrzyska olimpijskie
| Miejsce | Dzień     | Rok  | Miejscowość | Konkurencja | Czas biegu  | Strata  | Zwyciężczyni       |
| ------- | --------- | ---- | ----------- | ----------- | ----------- | ------- | ------------------ |
| 15.     | 5 lutego  | 1972 | Sapporo     | Zjazd       | 1:36,68 min | +4,05 s | Marie-Theres Nadig |
| 2.      | 8 lutego  | 1976 | Innsbruck   | Zjazd       | 1:46,16 min | +0,52 s | Rosi Mittermaier   |
| DNF     | 11 lutego | 1976 | Innsbruck   | Slalom      | 1:30,54 min | -       | Rosi Mittermaier   |
| 16.     | 13 lutego | 1976 | Innsbruck   | Gigant      | 1:29,13 min | +2,35 s | Kathy Kreiner      |

### Mistrzostwa świata
| Miejsce | Dzień     | Rok  | Miejscowość            | Konkurencja | Czas biegu  | Strata  | Zwyciężczyni          |
| ------- | --------- | ---- | ---------------------- | ----------- | ----------- | ------- | --------------------- |
| 15.     | 5 lutego  | 1972 | Sapporo                | Zjazd       | 1:36,68 min | +4,05 s | Marie-Theres Nadig    |
| 2.      | 8 lutego  | 1976 | Innsbruck              | Zjazd       | 1:46,16 min | +0,52 s | Rosi Mittermaier      |
| DNF     | 11 lutego | 1976 | Innsbruck              | Slalom      | 1:30,54 min | -       | Rosi Mittermaier      |
| 16.     | 13 lutego | 1976 | Innsbruck              | Gigant      | 1:29,13 min | +2,35 s | Kathy Kreiner         |
| 7.      | 1 lutego  | 1978 | Garmisch-Partenkirchen | Zjazd       | 1:48,31 min | +2,16 s | Annemarie Moser-Pröll |
| 12.     | 3 lutego  | 1978 | Garmisch-Partenkirchen | Slalom      | 1:24,85 min | +2,99 s | Lea Sölkner           |
| 19.     | 4 lutego  | 1978 | Garmisch-Partenkirchen | Gigant      | 2:41,15 min | +5,33 s | Maria Epple           |

### Puchar Świata

#### Miejsca w klasyfikacji generalnej
- sezon 1971/1972: 27.
- sezon 1972/1973: 18.
- sezon 1973/1974: 24.
- sezon 1974/1975: 32.
- sezon 1975/1976: 6.
- sezon 1976/1977: 4.
- sezon 1977/1978: 21.
- sezon 1978/1979: 36.

#### Zwycięstwa w zawodach
1. Aprica – 10 grudnia 1975 (zjazd)
2. Meiringen – 7 stycznia 1976 (zjazd)
3. Aspen – 12 marca 1976 (zjazd)
4. Courmayeur – 11 grudnia 1976 (gigant)
5. Zell am See – 20 grudnia 1976 (zjazd)
6. Zell am See – 21 grudnia 1976 (zjazd)
7. Crans-Montana – 25 stycznia 1977 (zjazd)
8. Heavenly Valley – 12 marca 1977 (zjazd)

#### Pozostałe miejsca na podium
1. Saalbach – 19 grudnia 1972 (zjazd) – 3. miejsce
2. Grindelwald – 16 stycznia 1973 (zjazd) – 3. miejsce
3. Cortina d'Ampezzo – 16 grudnia 1975 (zjazd) – 2. miejsce
4. Cortina d'Ampezzo – 17 grudnia 1975 (kombinacja) – 2. miejsce
5. Cortina d'Ampezzo – 15 grudnia 1976 (zjazd) – 3. miejsce